# Aeroporto di Igarka
L'aeroporto di Igarka è un aeroporto civile situato a 3 km da Igarka, nel Territorio di Krasnojarsk, un Kraj della Russia situato in Siberia centrale.

## Strategia
L'aeroporto di Igarka è aperto 24 ore al giorno ed è utilizzato come uno scalo d'emergenza per l'aeroporto di Noril'sk-Alykel' per gli aerei col peso massimo fino a 190 t.

## Dati tecnici
L'aeroporto di Igarka è attualmente dotato di una pista attiva di cemento armato di classe C di 2,512 m x 46 m.
La pista dell'aeroporto è dotata del sistema PAPI col peso massimo al decollo di 206 t.
L'aeroporto è equipaggiato per la manutenzione, l'atterraggio/decollo degli aerei: Antonov An-12, Antonov An-24, Antonov An-26, Antonov An-72, Antonov An-74, ATR 42-500, Tupolev Tu-134, Tupolev Tu-154, Ilyushin Il-18, Yakovlev Yak-40, Yakovlev Yak-42 e di tutti i tipi di elicotteri.

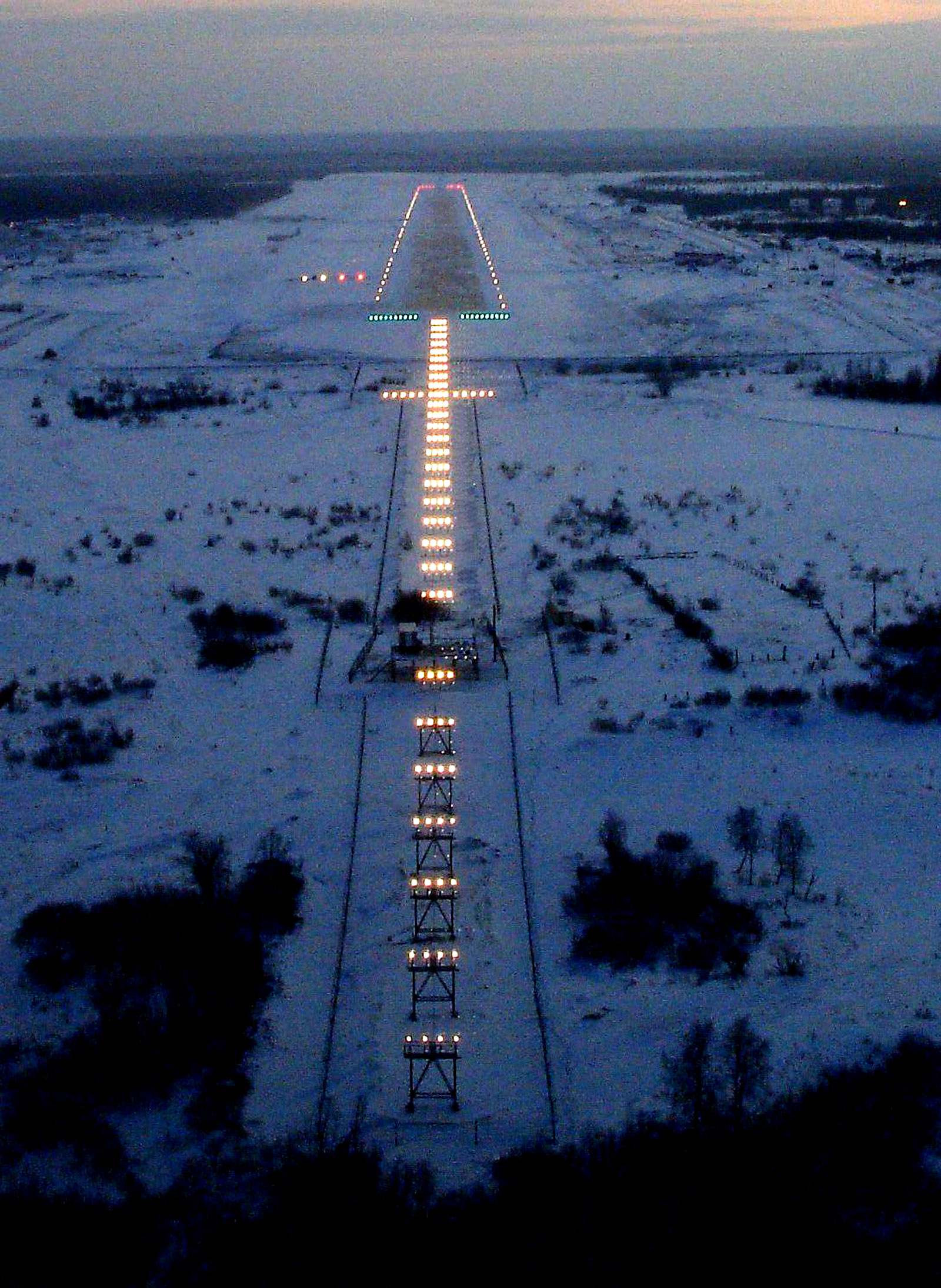
La pista di atterraggio

## Collegamenti con Igarka
L'aeroporto di Igarka si trova sull'isola sul fiume Enisej vicino alla città omonima. D'estate per raggiungere l'aeroporto si installa un ponte su chiatte, d'inverno l'autobus raggiunge l'aeroporto semplicemente attraversando il fiume ghiacciato. La linea no.3 del trasporto pubblico municipale collega l'aeroporto con la sede di comune di Igarka ogni 2-3 ore.